# El Baiés de la Costa
El Baiés de la Costa és una masia situada al municipi de Fogars de Montclús, a la comarca catalana del Vallès Oriental. Data del segle xvii.